# 비교교육학
비교교육학은 세계 각국의 교육제도, 교육행정, 교육방법을 비교 조사하고 이를 통해 자기 나라의 교육개혁에 도움을 주고자 하는 교육학의 한 분야이다.

## 성립
비교교육학이 학술분야로서 성립된 것은 1817년에 프랑스의 줄리앙(Marc Antoine Julien)의 <비교교육학에 관한 저작의 예비적 초안과 견해>가 발간된 때부터이다. 따라서 줄리앙은 비교교육학을 처음으로 독립된 학문으로 체계화한 사람이라고 할 수 있다. 줄리앙은 비교교육학의 연구방법으로 교육의 사실과 관찰의 자료를 모아, 도표를 사용하여 분석적인 방법으로 비교·검토하여, 일정한 원리를 찾아서 규칙(rule)을 설정하는 데 주안점을 두었다. 줄리앙의 연구에는 특히 교육제도에서 구조적인 면과 교육현장의 특정한 문제 등에 대한 정보 수집이 많이 포함되었다.

## 발달과정
일반적으로 비교교육학의 발달과정은 3기로 분류하고 있다. 제1기를 '차용의 시기'로 규정짓고, 기간은 줄리앙의 첫 번째 저작시부터 19세기 말까지이다. 제2기는 '예측의 시기'로서 20세기 전반기를 가리키고 있으며, 제3기는 '분석의 시기'로서 20세기 후반을 가리키고 있다.

### 제1기
제1기에 속하는 19세기 후반기의 비교교육학자들은 주로 외국의 제도에 관한 정보와 자료를 수집하여, 그 수집된 정보와 자료를 기초로 해서 자국(自國)의 교육개선을 시도했다 이와 같은 방법은 그 당시 비교교육학에 관심을 가진 저자들이 대부분 교육행정가와 사회개혁가였기 때문에, 교육개선의 직접적인 자료가 필요한 데서 온 것 같다. 또한 그들은 외국의 제도를 연구하면서 그 제도를 받아들이는 것이 자국의 교육개선을 위해서 최선의 방법이라고 생각했으며, 교육을 사회의 다른 제도나 요소에 관련성이 있기보다 오히려 독립된 존재로 보았던 것이다. 그 당시 대표적인 비교교육학자로는 프랑스의 쿠생(Victor Cousin), 영국의 아놀드(Mathew Arnold)·케이(Joseph Kay)·모란트(Robert Morant)·새들러(Miehael Sadler), 미국의 스토(Calvin Stowe)·그리스콘(John Griscon)·만(Horace Mann)·버너드(Henry Bernerd)등이 있었으며, 이들이 사실상 비교교육학 발전의 개척자적인 역할을 했다. 위의 제1기에 속하는 저자들의 비교교육학에 대한 저서의 성격을 다음과 같이 요약할 수 있다.
1. 모두가 서술적(descriptive)이었고,
2. 외국 교육제도를 비판 없이 칭찬하면서 받아들여 모델로 삼았고,
3. 공리적인 목적, 즉 자국의 사회 및 교육제도 개선의 목적으로 비교교육학의 가치를 인정했다.

### 제2기
제2기에 있어서 비교교육학의 중심원리는 사회 및 교육제도의 개선을 중요시하는 점에 있었다. 이는 영국의 비교교육학자 새들러에 의해서 강조된 바 있다. 이 원리를 중심으로 해서 비교교육학을 발전시킨 대표적인 저자는 미국 컬럼비아 대학 교수였던 칸델(Issac Kandel)인데, 이는 영국의 새들러의 영향을 받은 바 있다. 칸델의 비교교육학에 대한 연구방법은 다음의 네 가지 목적이 있었다. 첫째, 보고적 서술(reportorical descriptive)이었다. 즉 각국의 학교제도에 대한 정보를 독자들에게 비교교육학자가 자신의 언어로써 제공하되, 교육행정·초등교육·중등교육 및 초·중등 교사 등의 일반적인 테두리 안에서 문제를 취급했다. 물론 사실의 보고만으로는 불충분하고 제한된 것이지만, 그것이 비교교육학의 연구과정에서 기본적인 첫 단계라고 칸델은 주장했다. 둘째, 역사적·기능적 목적을 가져야 한다. 사실에 대한 보고가 필수적이기는 하지만, 그것만으로는 불충분하니 어떤 문제를 만들어 낸 원인을 보아야 한다. 즉 교육은 사회제도와 독립해서 있는 자율적인 기업이 못 되기 때문에 그 나라의 교육제도를 이룩하게 한 문화적·사회적·정치적 및 지적인 배경을 보아야 되고, 또 그것들이 비교·분석의 중요한 부분이 되어야 한다고 주장하였다. 셋째, 개선적인 목적이 있다. 여기에서의 개선은 자국의 교육개선뿐만 아니라 세계교육의 개선을 꾀하며, 국제주의 정신까지 촉진시켜야 한다고 주장하고 있다. 그러므로 이 목적은 어떤 일정한 가치관, 예컨대 민주적 제도가 더 좋고 중앙집권제도가 바람직하지 못하고, 교육은 개인의 전체적 발달을 대상으로 해야 한다는 등을 지정하고 설정하는 데 있다는 것이다. 이상의 접근방법은 20세기 전반기의 많은 비교교육학자들에 의해서 사용되어 왔다. 이들 중에서 널리 알려진 사람은 영국의 핸스(Nicholas Hans), 미국의 울리크(Robert Ulick), 독일의 슈나이더(Friedrics Schneider) 등이다.

### 제3기
20세기 후반에 들어서면서부터 비교교육학의 방법은 역사적인 면보다 사회적인 면에 치중하는 경향이 있으며, 이러한 저자들이 많이 나타나고 있다. 이들에 의하면 역사가 도움이 되기는 하지만, 역사는 본질적으로 시간과 공간에 관계가 깊은 특정한 현상을 취급하기 때문에, 그 가치가 비교교육학자들에게는 많은 제한이 된다는 것이다. 비교교육학자들은 특정한 문화적 배경에서 발췌하여, 시간 혹은 공간의 제한이 없는 체제에 적용될 수 있는 요소를 일반화하고 추리하여야 한다는 것이다. 제3기에서 사회과학적인 접근방법이 중복되는 면이 있으나 두드러지게 나타난 연구방법은 철학적 접근방법과 문제영역 접근방법이다. 철학적 접근방법은 철학적 국가의 양식, 예컨대 영국의 경험주의, 프랑스의 국가주의 혹은 실존주의, 독일의 이상주의 혹은 낭만주의, 미국의 실용주의 등을 설정하며, 이를 철학적 논의양식과 교육제도와의 관련성을 설정하여 해석할 수 있다는 것이다. 이 접근방법을 사용한 저자의 대표적인 사람이 영국의 라우어리(Joseph Louwerys)이다. 라우어리에 의하면 교양교육이 나라에 따라 다른 관념과 실제를 가지게 되는 것은 그 나라마다의 철학적인 논의양식 때문이라는 것이다. 예컨대 교양교육을 미국에서는 일반교육이라고 하지만 영국에서는 자유교육, 프랑스에서는 문화교육이라고 한다. 그러므로 비교교육학자들의 과업은 왜 X란 견해를 Y란 나라에서는 받아들이는데 다른 나라에서는 배격하는가를 검토하되, 이러한 것을 위해서는 철학적·역사적·사회학적·심리학적·행정적 분석이 포함되어야 한다는 것이다. 문제영역 접근방법은 미국의 버레디(George Z. F. Bereday)와 영국의 홈즈(Briam Holmes)에 의해서 주장된 연구방법인데, 이 연구방법은 특정한 문제나 화제, 예컨대 고등교육, 우수아동의 문제 등을 들어 그 문제에 한정하고 집중해서 연구·분석한다. 이 방법은 시대적으로 문제성이 된 것에만 주안점을 두고 비교·연구하는 것이다.

## 연구방법
비교교육학의 실제적인 연구방법은 크게는 지역연구와 비교연구로 분류한다. 지역연구는 한 나라 또는 한 지역을 집중연구하고, 비교연구는 많은 나라 또는 많은 지역을 동시에 비교·검토한다. 일반적으로 비교교육학의 첫 단계는 지역연구로서 이룩된다고 보겠다. 이 지역연구의 이상적인 성취를 위해서 다음의 세 가지 기본적 요건이 따르게 된다.
1. 연구대상국 혹은 지역의 언어에 익숙해야 하며,
2. 그 나라 혹은 그 지역에 거주 또는 여행이 있어야 하며,
3. 관찰자로서 자기의 문화적·개인적 편견에서 자유로워져야 한다.

이상의 세 요건 중에서 첫 번째와 두 번째의 것은 번역이나 통역을 통해서 가능하기 때문에 필수적인 것은 아니나, 세 번째의 것은 필수적인 것이라고 보겠다. 이러한 요건을 전제로 지역연구의 절차는 기술(記述)과 해석을 통해서 이루어진다. 비교연구는 지역연구에서 이룩된 기술과 해석을 토대로 해서, 비교대상국 또는 지역을 병치(倂置)하여 유사점과 상이점을 발견하게 된다. 이 발견된 유사점과 상이점을 다시 기준에 따라 동시비교를 해서 결론을 맺게 된다. 그러므로 비교연구에는 기술·해석·병치·비교의 네 단계의 절차가 있게 된다.

## 나라별 연구동향

### 대한민국
최근에는 국제교육 또는 국제이해교육(國際理解敎育)이 비교교육학의 새로운 분야로서 활발하게 발전하고 있다. 이 국제교육은 학생교환국제기구를 통한 교육실천 등과 같이 민족간의 심리적 및 사회적 문제의 연구에 집중하여 국가간의 우호와 국제적 이해를 시도하고 있다. 1970년은 UN에 의해서 '국제교육의 해'로 설정되어, 비교교육학을 강화하여야 한다는 항목이 그 해의 실천항목 중 중요한 항목으로 들어 있었다. 이를 위해서 동년 8월 20일에서 26일까지 캐나다의 오타와에서 제1회 세계비교교육학회 연차 대회가 개최되었다. 비교교육학의 위치와 비중이 이와 같이 높아지고 있는 데에는 여러 가지 이유가 있겠지만 특히 외국과의 경쟁에서 오는 위협, 신생독립국가의 국제적 비중, 강대국의 해외에 대한 공약과 책임 등으로 인해서 나라마다 자국의 교육제도를 재검토할 필요성을 느끼고 있을 뿐 아니라, 외국제도의 이해와 국제정신의 필요를 느끼고 있기 때문이라고 보겠다. 한국에서도 1968년 비교교육학회의 창립 이후로 이를 모체로 한 연구활동이 활발하게 전개되었는데 그 중에서 특히 유형진, 한기언, 이규환, 김병화, 유인종 등이 주축이 되어 학술논문집·교육잡지를 통하여 많은 발표를 했다. 비교교육학회는 창립 이래 매년 연차대회를 가져 학술심포지엄을 개최하였는데, 초창기의 주제를 보면 다음과 같다.
1. 비교교육학의 성격과 최근 동향(1968년 3월 30일)
2. 장기종합계획 시안에 대한 검토(1970년 5월 7일)
3. 세계교육개혁의 동향(1971년 3월 24일)
4. 동(東)과 서(西)의 이상적 인간상(1972년 1월 24일)

이상의 심포지엄 이외에도 매월 월례발표가 개최되어 주제에 의한 연구논문이 발표되었다.